# 성일용
성일용(成一鏞, 1899년 12월 1일 ~ 1950년)은 대한제국, 일제강점기의 조선귀족으로, 본관은 창녕, 본적은 경성부 통인정이다. 성기운 조선귀족 남작의 손자이자 성주경 조선귀족 남작의 자제이다.

## 학력
- 컬럼비아 대학교 정치학 학사
- 컬럼비아 대학교 대학원 법학 석사
- 컬럼비아 대학교 대학원 법학 박사

## 생애
1928년 11월 10일 일본 정부로부터 쇼와 대례 기념장을 받았으며, 이와 동시에 종5위에 서위되었다. 1938년 자신의 아버지였던 성주경이 받은 남작 작위를 승계받았고, 1939년 11월 조선유도연합회 참사를 역임했다. 1940년 11월 10일 일본 기원 2600년 축전에 초대받은 것을 계기로 일본 정부로부터 기원 2600년 축전 기념장을 받았으며, 이와 동시에 정5위에 서위되었다.
민족문제연구소의 친일인명사전 수록자 명단의 수작/습작 부문, 친일반민족행위진상규명위원회가 발표한 친일반민족행위 705인 명단에 포함되었다.

## 참고 문헌
- 친일반민족행위진상규명위원회 (2009). 〈성일용〉. 《친일반민족행위진상규명 보고서 Ⅳ-8》. 서울. 445~449쪽.